# منى شندي
منى شندي مصرية مسلمة، هاجرت مع عائلتها من مصر حين كان عمرها 3 سنوات، وتوفي والدها في سن الرابعة عشر.
حصلت على شهادة البكالوريوس في الهندسة الكهربائية وهندسة الأسلحة، مع مرتبة الشرف، وماجستير في التجارة من جامعة نيو ساوث ويلز.

## الأحتراف المهني
تواجدت لأول مرة على متن سفينة في عمر الـ23، ووجدت مشاكل كبيرة في التعامل مع الأمر في البداية لكونها فتاة ومسلمة
وذكرت أن تواجدها كفتاة في ذلك العمل في البداية كان صعبًا للغاية، لأنه «من الصعب إثبات كفاءة الفتاة وقدرتها على العمل في تلك البيئة الصعبة».
أصبحت قائدة بالبحرية الملكية الأسترالية، والمستشار الإسلامي لرئيس البحرية، وتقود وحدة الصواريخ الأسترالية. كما يوجد أيضاً غيرها 100 فرد مسلم من أصل 45 ألف ضمن قوات الدفاع الأسترالية من بينهم 27 في البحرية فقط.
وشهدت كل شيء في خدمتها منذ بداية حرب العراق عام 2003، إلى العمل في وظائف تتضمن الإشراف على برامج معقدة لا تعد.
تم اختيارها سيدة هذا العام من قبل «نيو ساوت ويلز».
في العام 2013، شاركت الكابتن في التوعية للجنة العلاقات المجتمعية لاستعراض الأسطول الدولي، وكان لها أيضاً دور فعال في إنشاء وحدة «كاديت» الأسترالية البحرية، التي تضم العديد من المجموعات المتنوعة ثقافياً، في غرب سيدني.

## الحياة الأسرية
يتطلب عملها على الفرقاطات البحرية وقتًا طويلًا، وقد يضطرها ذلك إلى الغياب عن منزلها من شهرين إلى 6 في السنة.
وهي أم، لفتاة في عمر 21 عامًا، وشاب في عمر 18 عامًا.
وأن طبيعة المهمة الواحدة تستغرق نحو سنتين، وهو ما يدفعها للبقاء بعيداً عن بيتها من شهرين إلى ستة أشهر، الأمر الذي يشكل صعوبة بالغة على أي عائلة كونها زوجه وأم، ولكن كان لا يمكن أن يحدث دون تدعيم عائلي كبير لها ووجود زوجها وأمها التي كانت تتصرف كأم لأولادها عندما تكون غائبة.

## عملها والأسلام
كجزء من عملها كمستشار للبحرية الأسترالية، تعمل على خلق فهم أفضل بين أعضاء قسم الدفاع الأسترالي عن العقيدة الإسلامية، والمعتقدات والقيم والتقاليد المختلفة.
تقول عن عملها إنه يساعد في تحسين قدرة القسم، إذ أنه يجعل العمل مع القوات الإسلامية الحليفة لأستراليا أكثر سهولة، ويعطي لأعضاء الدفاع صورة عن كيفية التعامل مع احتياجات المسلمين وثقافاتهم ونظرتهم إلى العالم.
تقول إن إيمانها أعطاها سلامًا داخليًا، كما أن تمسكها بالصلاة ومواظبتها على ذلك قادها إلى نجاح كبير في حياتها وعملها.
ذكرت أنها واجهت الكثير من العقبات في المجتمع الأسترالي، لكنها مازالت متمسكة بمعتقداتها وقيمها، وترى أن ذلك هو التحدي الأكبر الذي واجهها، وما زال تحديًا لكل المسلمين.
وأكدت أن ما واجهها واجه أيضًا معظم المسلمين في أستراليا، موضحة أن التعليم والثقافة والتواصل مع المجتمع هناك من خلال الروابط الاجتماعية يساعد على كسر الكثير من الحواجز.
ولا تنكر منى شندي أنها قابلت العديد من التحديات داخل المجتمع الأسترالي، خاصة كامرأة عربية مسلمة تحاول أن توازن بين طبيعة المجتمع الأسترالي ومعتقداتها الدينية، مشيرة إلى أنها تغلبت على الصورة النمطية للمسلمين بالانخراط داخل المجتمع الأسترالي وكسر الحواجز، ونقل الصورة الإيجابية للمسلمين.
ذكرت الحكومة الأسترالية إن مساهمتها في البحرية سيعزز من إرساء صورة ذهنية جيدة عن المسلمين والتأكيد أنهم قادرين على التعايش مع المجتمعات المختلفة.